# Seewis im Prättigau
Seewis im Prättigau (rätoromanisch Sievgiaⓘ) ist eine politische Gemeinde im Schweizer Kanton Graubünden. Sie gehört zur Region Prättigau/Davos.

## Geographie

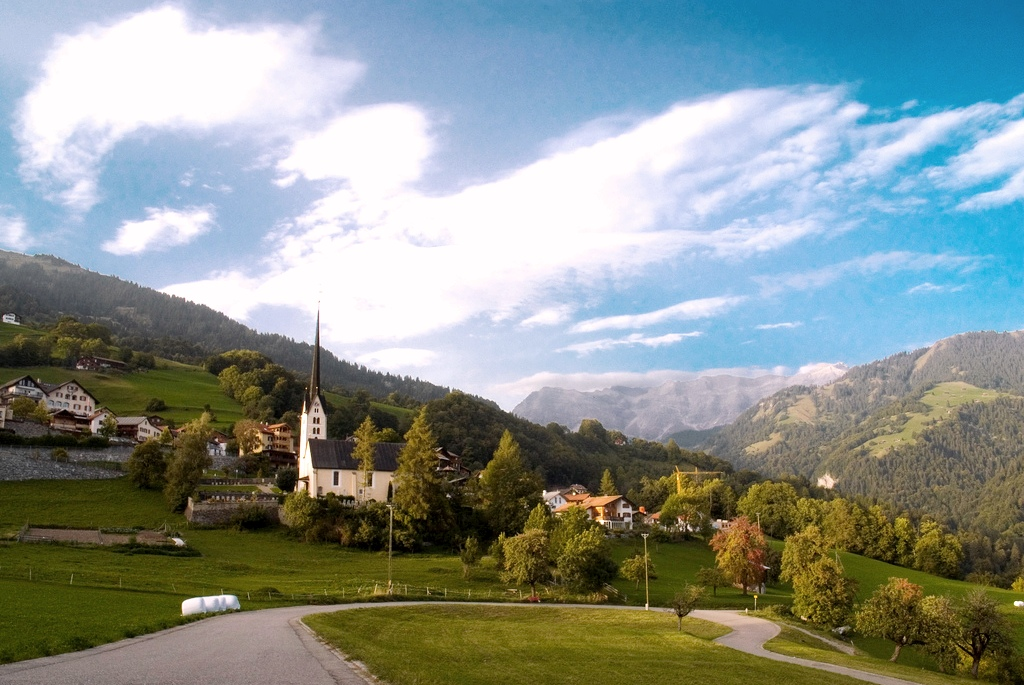
Seewies mit Kirche

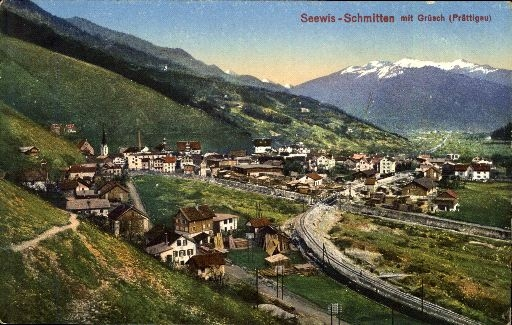
Seewis-Schmitten auf einer Ansichtskarte etwa 1900

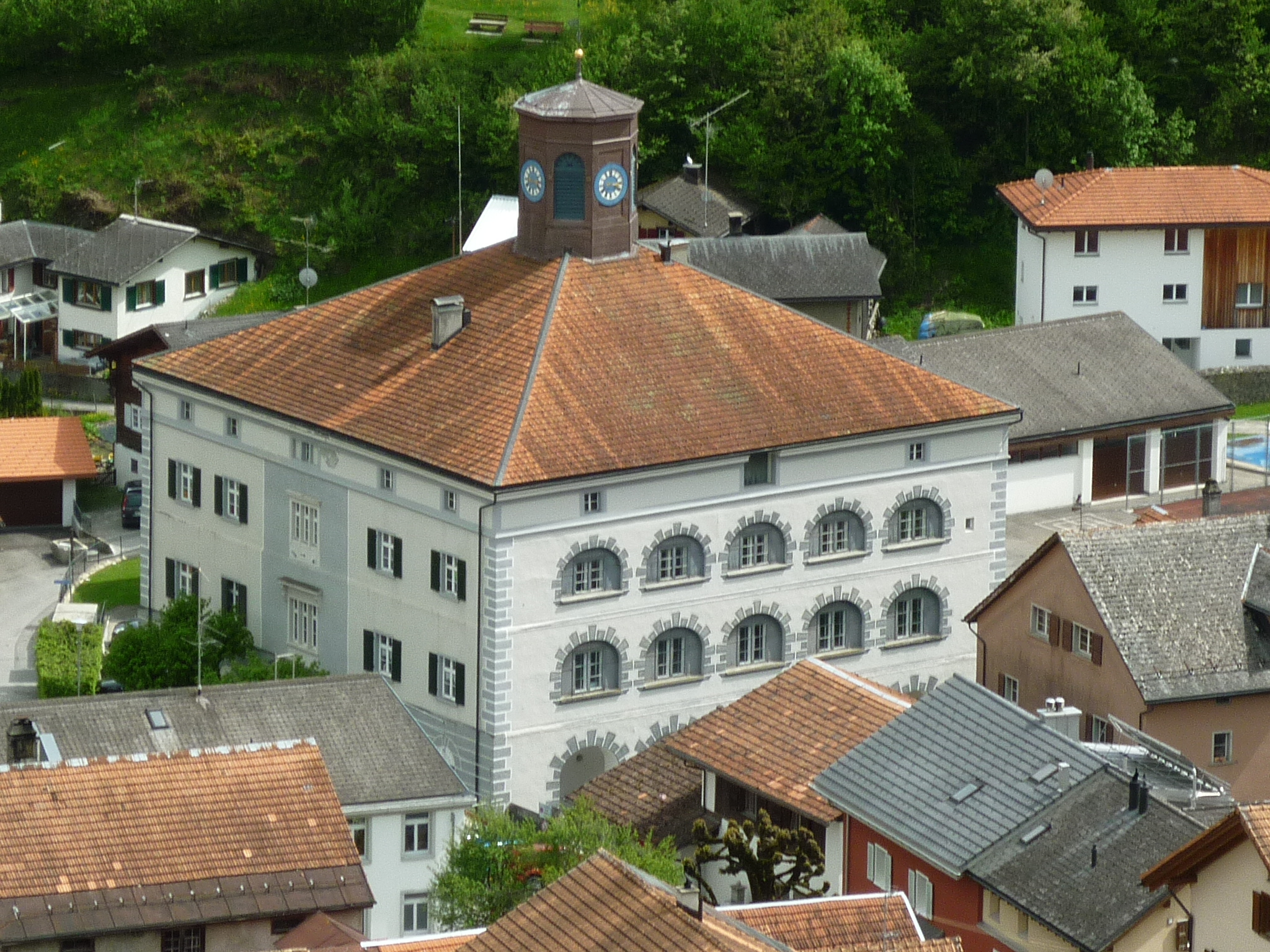
Schloss Seewis, ehemaliger Sitz derer von Salis-Seewis, heute Gemeinde- und Schulhaus

Die Gemeinde am Eingang des Prättigaus besteht aus den drei Fraktionen Seewis Dorf, Schmitten und Pardisla. Die Hauptsiedlung Seewis Dorf liegt auf rund 950 m auf einer Terrasse am Südhang des 2376 m hohen Vilans. Schmitten, dessen Bebauung mit jener des Nachbardorfes Grüsch zusammengewachsen ist, liegt auf rund 620 m am Taschinasbach, der nahe Pardisla (600 m) in die Landquart mündet. An der Strasse zwischen Pardisla und Seewis Dorf befindet sich Saldos (ca. 700–725 m), die kleinste der Seewiser Siedlungen.
Im Westen wird das Prättigau durch die Chlus vom Rheintal getrennt. Dort liegt die mit 573 m ü. M. tiefste Stelle des Territoriums. Die östliche Gemeindegrenze wird zum grössten Teil durch die Schlucht des Taschinasbaches gebildet, der am Südhang der Schesaplana (2964 m ü. M., höchster Punkt der Gemeinde) entspringt, einem Berg der Rätikon-Kette. Etwas westlich der Schesaplana, schon auf österreichischem Boden, liegt der 2859 m hohe Panüeler Kopf. Der Südhang des Vilans wird durch eine Heuwiesenzone mit zahlreichen Maiensässen geprägt. Die dortigen Narzissenwiesen stehen unter Naturschutz. Aufgrund seiner windgeschützten Lage weist Seewis Dorf ein ausgesprochen mildes Klima auf. Die zahlreichen Quellen haben für die Wasserversorgung der umliegenden Gemeinden eine grosse Bedeutung.
Die Fläche der Gemeinde beträgt 4964 Hektaren, davon sind 1686 ha mit Wald und Gebüsch bedeckt, während 101 ha überbaut sind. Die landwirtschaftlich genutzte Fläche beträgt 2050 ha, wobei diese zu drei Vierteln aus Alpweiden besteht. Die restliche Fläche von 1127 ha ist unproduktives Fels- und Geröllgebiet.
Nachbargemeinden sind Maienfeld im Nordwesten, Jenins und Malans im Westen, Grüsch im Osten sowie Schiers im Nordosten. Im Norden grenzt Seewis im Prättigau auf rund 12 km Länge an Österreich, nämlich an die Gemeinden Brand, Nenzing und Vandans im Bundesland Vorarlberg.

## Geschichte

Luftbild aus 300 m von Walter Mittelholzer von 1923

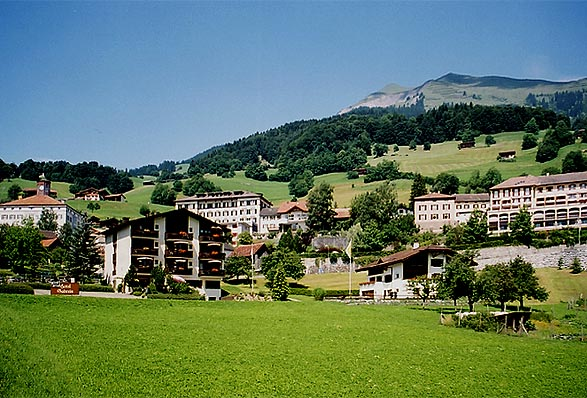
Dorf Seewies, ganz links im Bild das Schloss

Münzfunde aus dem 1. und 3. Jahrhundert lassen auf eine vorübergehende Besiedlung durch die Römer schliessen. Die erste urkundliche Erwähnung des Dorfes erfolgte 1224 unter dem Namen de Sevve. Auf dem Gemeindegebiet von Seewis im Prättigau standen einst zwei Burgen, die bereits im 15. und 16. Jahrhundert zu Ruinen verfielen. Die Höhlenburg Fracstein stand in der Chlus am Eingang des Prättigaus, die aus einem Kirchenkastell entstandene Burg Solavers befand sich nahe der Grenze zu Grüsch.
Die Burgen und die Seewiser Fraktionen gehörten im Mittelalter und in der frühen Neuzeit zum Herrschaftsbereich der jeweiligen Herren über das Prättigau. Um 1300 waren dies die Ritter von Aspermont; auf diese folgten 1344 die Toggenburger. Das Erbe Friedrichs VII., des letzten Grafen von Toggenburg, traten 1436 die Vögte von Matsch an, die dann 1496 von den Habsburgern abgelöst wurden.
Das Gericht Schiers-Seewis trat 1436 dem Zehngerichtenbund bei. Die Reformation wurde 1587 eingeführt. 1621 liess der österreichische Landesherr das Prättigau militärisch besetzen, um die Rekatholisierung der Talschaft zu erzwingen. Am 24. April 1622 hielt der Leiter der Kapuziner-Mission im Prättigau, Pater Fidelis von Sigmaringen, in Seewis eine Kontroverspredigt. Im Zuge des Prättigauer Aufstandes, der am gleichen Tag begann, wurde der Missionar mit den ihn begleitenden österreichischen Soldaten aus der Kirche verjagt und auf der Flucht erschlagen.
Die Habsburger gaben 1649 ihre Herrschaft über Seewis auf; die Herrschaftsrechte gingen an die Gerichtsgemeinde über. Ökonomisch und sozial dominierte die Familie von Salis-Seewis. 1679 wurde das Gericht Schiers-Seewis geteilt. Als die Franzosen im März 1798 die Schweiz eroberten, gelangte Seewis zum Kanton Rätien, der im Jahr darauf der Helvetischen Republik beitrat. Mit der Mediationsakte von Napoleon Bonaparte wurde Seewis im Jahr 1803 ein Teil des Kantons Graubünden. 1851 wurde der heutige Kreis Seewis gebildet. 1863 verwüstete ein Brand das Dorf, das anschliessend im Schachbrettmuster wieder aufgebaut wurde.
Im Jahr 1858 wurde die Verbindungsstrasse von Seewis hinunter nach Pardisla eröffnet. Dort entstand 1889 eine Haltestelle an der Bahnstrecke Landquart–Davos Platz, womit die Gemeinde Anschluss ans Eisenbahnnetz erhielt. Mit dem Ausbau der Verkehrswege ging die Bedeutung der Landwirtschaft zurück, hingegen erlebte der Tourismus einen Aufschwung. Im Talboden entstand ein Gewerbe- und Industriegebiet.
Vor und während des Zweiten Weltkriegs wurde ab 1937 die Sperrstelle Chlus errichtet, um eine allfällige Umgehung der Festung Sargans über die Pässe bei St. Antönien zu verhindern.

## Wappen
| Wappen von Seewis im Prättigau | Blasonierung: «In Gold (Gelb) eine bewurzelte grüne Tanne» |
| Wappen von Seewis im Prättigau | Das Wappen ist eine heraldische Vereinfachung des historischen Siegels des Gerichts Seewis-Valzeina, das seit dem 17. Jahrhundert verwendet wurde, durch Weglassen des dort vorhandenen Einbergs. |

## Bevölkerung
| Jahr      | 1850 | 1888 | 1900 | 1930 | 1950 | 1970 | 1980 | 1990 | 2000 | 2009 | 2020 |
| Einwohner | 791  | 1116 | 901  | 934  | 955  | 923  | 959  | 1113 | 1323 | 1421 | 1376 |

Am 31. Dezember 2006 lebten 1406 Menschen in Seewis im Prättigau. Bei der Volkszählung 2000 waren 72,3 % reformiert, 14 % römisch-katholisch und 6 % moslemisch. 93 % bezeichneten Deutsch als ihre Hauptsprache, 2 % Albanisch und 1 % Serbokroatisch; der Ausländeranteil betrug 10 %.
Seewis war die letzte Prättigauer Gemeinde, die Ende des 16. Jahrhunderts von der romanischen zur deutschen Sprache überging (der romanische Ortsname lautet Sievgia). Die deutsche Ortsmundart ist ein walserisch-rheintalischer Übergangsdialekt; Einzelheiten siehe unten.

## Wirtschaft
Das wirtschaftliche Leben in Seewis im Prättigau ist vor allem vom Tourismus geprägt. Das 1865 eröffnete Kurhaus ist heute ein Rehabilitationszentrum für Herz- und Kreislauferkrankungen. Daneben gibt es acht Hotels. Seewis im Prättigau ist nicht als Wintersportort, sondern aufgrund des günstigen Klimas eher als Luftkurort bekannt. In der Landwirtschaft herrschen Viehzucht und Milchwirtschaft vor. Neben der Bahnstation im Talboden haben sich Gewerbe- und Industriebetriebe angesiedelt; die bedeutendste ist die Georg Fischer AG, welche Kunststoffarmaturen herstellt.

### Verkehr
Seewis im Prättigau ist per Auto über die Hauptstrasse 28 von Landquart nach Davos erreichbar, die Seewis-Pardisla, Seewis-Schmitten und Grüsch seit 1985 auf der Südseite des Tals umfährt. Von Pardisla aus führt eine Stichstrasse hinauf nach Saldos und Seewis Dorf. Der Autobahnanschluss Landquart an der A13 liegt rund sieben Kilometer entfernt.
Die Gemeinde wird durch die Bahnstation Seewis-Pardisla der Rhätischen Bahn erschlossen, die unweit der Fraktion Pardisla an der Bahnstrecke Landquart–Davos Platz liegt. Die hier haltenden Regionalzüge verkehren in der Regel von Schiers über Landquart und Chur bis nach Rhäzüns. Zwei Postautolinien führen vom Bahnhof Grüsch über Seewis-Schmitten und Seewis-Pardisla nach Seewis Dorf beziehungsweise nach Valzeina.
Zu Fuss erreicht und verlässt man Seewis im Prättigau auf dem Fernwanderweg «Prättigauer Höhenweg», welcher der ganzen Rätikon-Kette entlangführt.

## Kunst, Kultur

### Schulen
Die Seewiser Dorfschule wurde erstmals 1673 erwähnt. Heute verfügt die Gemeinde über zwei Primarschulen für die Schüler der 1. bis 6. Klasse. Die eine Schule befindet sich in Seewis Dorf, die andere in der Fraktion Pardisla. Die Realschule und die Sekundarschule befinden sich im Oberstufenschulhaus des Schulverbandes der Gemeinden Grüsch und Seewis im Prättigau. Die nächstgelegenen Gymnasien sind die Evangelische Mittelschule in Schiers, die Kantonsschule in Chur und die Alpine Mittelschule in Davos.

### Sehenswürdigkeiten

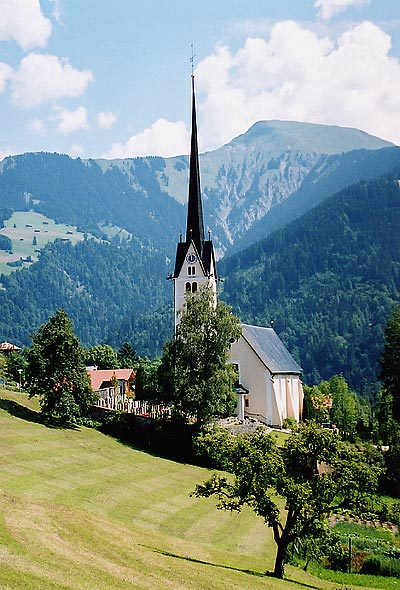
Reformierte Kirche

- Das Wahrzeichen von Seewis Dorf ist die reformierte Kirche unterhalb des Ortes. Bereits um 1300 stand an dieser Stelle eine Dorfkirche, die damals aber noch eine Filiale der Marienkirche auf Burg Solavers war. Ihre heutige Gestalt mit hohem Spitzhelm, schlankem Turm, Netzgewölbe im Chor und barocken Stuckaturen im Kirchenschiff erhielt die Kirche im Rahmen der Erweiterung und Erneuerung in den Jahren 1754 bis 1759. Die Baumassnahmen wurden grossenteils von Johann Gaudenz von Salis-Seewis (dem Grossvater des gleichnamigen Dichters) finanziert; sein Wappen schmückt die Kanzel. Die bekanntesten Pfarrer waren Nicolin Sererhard (1716–1754) und Jeremias Lorza (1798–1800). Unterhalb der Kirche steht das Fidelisbrünneli; es ist dem 1746 heiliggesprochenen Fidelis von Sigmaringen gewidmet, der 1622 in Seewis erschlagen wurde.
- Schmitten und Pardisla erhielten 1696 ihr eigenes Kirchlein. Es steht am Berghang unmittelbar über der alten Schmittner Häuserzeile. Sein Dachreiter mit Kuppel enthält zwei kleine Glocken.
- Die katholische Kirche in Pardisla wurde 1899 eingeweiht. Sie war bis nach dem Zweiten Weltkrieg das einzige Gotteshaus der Katholiken im vorderen Prättigau.
- Im von Hieronimus Dietegen von Salis[6] 1630 erbauten (und 1690 in hochbarocken Formen erweiterten) Schloss der Familie von Salis-Seewis, welches beim Dorfbrand 1863 zerstört wurde, ist heute die Gemeindeverwaltung untergebracht, das Gebäude dient auch als Schulhaus. Davor wurde 1902 ein Denkmal errichtet, welches an die kriegerischen Ereignisse von 1622 erinnert.
- Auf dem Parstogliahügel steht seit 1962 ein Granitstein mit Metallrelief zu Ehren des Dichters Johann Gaudenz von Salis-Seewis.
- Unterwerk der Bündner Kraftwerke, Architekt: Conradin Clavuot.[7]
- Burgruine Fracstein[8]
- Burgruine Solavers[9]

## Ortsmundart
Die Ortsmundart von Seewis im Prättigau ist eine der ausgeprägtesten Übergangsmundarten der Deutschschweiz, indem sie Elemente des Höchstalemannisch-Walserischen des oberen und mittleren Prättigaus und Elemente des hochalemannisch-ostschweizerischen des Churer Rheintals in sich vereint. Die folgende Darstellung gründet auf einer Auswahl der 1948 bei alteingesessenen Seewisern erhobenen Daten des Sprachatlasses der deutschen Schweiz, die für die Gliederung des Schweizerdeutschen grundlegend sind.
Phonologie – beige hinterlegt sind die Lautungen der Seewiser Ortsmundart
| Prättigau Hauptteil                        | Übergangslautungen | Churer Rheintal                   | Phänomen                                     |
| schniie [iː], buue [uː], nüü [yː]          |                    | schneie [ei̯], boue [ou̯], nöi [œi̯] | ahd. ī, ū, ǖ im Auslaut und Hiat             |
| Aabet [ɑː]                                 | Oobet [oː]         | Òòbet [ɔː]                        | ahd. ā                                       |
| schweer [eː]                               | schwäär [æː]       | schwèèr [ɛː]                      | Umlaut von ahd. ā                            |
| Grabe [ɑ]                                  |                    | Graabe [aː]                       | ahd. kurzer Tiefzungenvokal in offener Silbe |
| Späck [æ]                                  |                    | Spèck [ɛ]                         | ahd. ë                                       |
| riite [iː]                                 |                    | rite [i]                          | ahd. langer Hochzungenvokal vor Dental       |
| Gschììr [ɪː]                               |                    | Gschier [ɪə]                      | ahd. i vor rr                                |
| Rügg [ʏ]                                   |                    | Rugge [ʊ]                         | ahd. u vor gg, kk                            |
| Saum [æu̯]                                  |                    | Soom [oː]                         | ahd. ou vor Nasal                            |
| täüff [æʏ̯]                                 |                    | tüüff [yː]                        | aobd. iu vor Labial und Velar                |
| trücke [kx]                                | trucke [kx]        | trugge [kː]                       | ahd. kk                                      |
| sächs [xs]                                 |                    | sèggs [ks]                        | ahd. hs                                      |
| triihe [h]                                 | trinke [ŋkx]       | tringge [ŋk]                      | ahd. nk                                      |
| Iisch [ʃ]                                  |                    | Iis [s]                           | ahd. s in palataler Umgebung I               |
| Lüüsch, Müüsch, Hüüscher, ünsch, schii [ʃ] |                    | Lüüs, Müüs, Hüüser, üüs, sii [s]  | ahd. s in palataler Umgebung II              |
| freege [eː]                                | frooge [oː]        | fròòge [ɔː]                       | Spezialfall                                  |
| traage [ɑː]                                | trääge [æː]        | trèège [ɛː]                       | Spezialfall                                  |
| Schweschter [e]                            |                    | Schwöschter [ø]                   | Spezialfall                                  |
| lenng [leŋg], lengg [leŋk]                 | lanng [lɑŋg]       | lang [laŋː]                       | Spezialfall                                  |

Morphologie und Morphonologie – beige hinterlegt sind die Formen der Seewiser Ortsmundart
| Prättigau Hauptteil           | Übergangslautungen | Churer Rheintal                             | Phänomen                             |
| 1. + 3. -end, 2. -ed          |                    | 1., 2., 3. -end                             | Pluralendung des Verbs               |
| schliesse, zie [iə]           |                    | schlüüsse, zühe                             | Infinitiv der II. starken Verbklasse |
| gäischt, gäit                 | gooscht, goot      | gòòscht, gòòt                               | (du) gehst, (er) geht                |
| gaand                         |                    | gönd                                        | (wir) gehen                          |
| chomend                       | chönd              | chond                                       | (wir) kommen                         |
| schleend                      |                    | schlahend                                   | (wir) schlagen                       |
| gseend                        |                    | gsiend                                      | (wir) sehen                          |
| het, hätti                    | hät, hetti         | hèt, hett                                   | (er) hat, (er) hätte                 |
| tue(n) – gataa(n)             |                    | tue – tue                                   | tun – getan                          |
| di Burdi, di Gable, di Dörfer |                    | d’ Buri [p-], d’ Gable [k-], d’ Dörfer [t-] | Artikel «die» vor Verschlusslenis    |
| en (m.), en (f.), es (n.)     |                    | e (m.), e (f.), e (n.)                      | unbestimmter Artikel                 |
| Hundji                        |                    | Hündli                                      | Diminutiv                            |
| Hans                          |                    | dr Hans                                     | ± Artikel vor Personennamen          |

Phonolexik – beige hinterlegt sind die Wörter der Seewiser Ortsmundart
| Prättigau Hauptteil | Übergangslautungen | Churer Rheintal | Phänomen       |
| eswas               |                    | eppis           | ahd. eddeshwaz |
| chläi               |                    | chlii           | ahd. klein     |

Die Seewiser Mundart ist damit Teil einer sprachlichen Staffellandschaft, die vom rein höchstalemannischen Dialekt der höher gelegenen Orte des Prättigaus über den Ortsdialekt von Schiers (weitgehend höchstalemannisch, jedoch beim Verb mit ostschweizerischem Einheitsplural), den Ortsdialekt von Seewis (teils höchstalemannisch, teils hochalemannisch, Details siehe oben), den Ortsdialekt von Trimmis (weitgehend hochalemannisch, mit vereinzelten höchstalemannischen Merkmalen) bis hin zum rein ostschweizerischen Hochalemannisch des Churer Rheintals verläuft. Insbesondere die Verbindung von erhaltenem Monophthong in Auslaut und Hiat (schniie, buue, nüü, was das Höchstalemannische definiert) einerseits und dem fast vollständigen Fehlen der Palatalisierung von /s/ wie in Hüüscher, schi usw. und der Verbalformen gäischt, gäit, stäischt, stäit (also der beiden zentralen Phänomene, die das Walserdeutsche definieren) macht eine Zuweisung der Seewiser Mundart zu einer übergeordneten Dialektgruppe schwierig. Als Grund hierfür wird die späte Germanisierung des Ortes angenommen, die erst zu einer Zeit stattfand, als zum einen die ursprünglich rätoromanischsprachigen Dörfer des Prättigaus schon von Klosters und weiteren Walsersiedlungen her den walserischen Dialekt und zum andern die einst rätoromanischsprachigen Dörfer des Rheintals bereits von Norden her den Ostschweizer Dialekt übernommen hatten.

## Persönlichkeiten
- Friedrich VII. (Toggenburg) (um 1370–1436), Graf von Toggenburg
- Bartholomäus Anhorn der Jüngere (1616–1700), evangelisch-reformierter Pfarrer und Historiker, 1634 in Seewis.
- Georg Michel (1804–1867), Richter und Politiker, Nationalrat, wurde in Seewis-Pardisla geboren.
- Michael Kuoni (1839–1891), Chef des Eidg. Telegraphenbüros und Mundartautor, lebte und wirkte in Seewis.
- Peter Walser (1871–1938), reformierter Geistlicher, Schulleiter und Präsident des Schulrats, wurde in Seewis geboren.
- Paul Held (1891–1953), Architekt und Grafiker, wurde in Seewis-Pardisla geboren.